# Space Invaders
Space Invaders ime je za arkadnu videoigru koju je dizajnirao Japanac Toshihiro Nishikado 1978. godine. U originalnoj inačici "Space Invaderse" je prvo proizvela japanska tvrtka Taito, dok je u SAD-u ovu igru izdala tvrtka Midway. Iako "Space Invaders" izgleda jednostavno po današnjim kriterijima, ova je igra bila veoma utjecajna u razvitku industrije videoigara i igraćih konzola.

## Vanjske poveznice
- Recenzija i download na Abandonia.com
- arcade-history entry